# Etanislao Arias Peña
Etanislao Arias Peña (Pesé, 20 de noviembre de 1952; Ciudad de Panamá, 21 de septiembre de 2003) fue un arquitecto y artista plástico panameño cuyas obras han sido expuestas en Panamá, Colombia, Puerto Rico, Cuba, México y Alemania. Durante su trayectoria artística y personal obtuvo varios premios.

## Trayectoria
Obtuvo su Licenciatura en Arquitectura en la Universidad de Panamá en el año 1977; un posgrado en Planificación del Desarrollo Regional en la Universidad de Los Andes, Bogotá, Colombia en 1979. Realizó estudios de Maestría en Artes Visuales en la Escuela Nacional de Artes Plásticas (ENAP San Carlos), Universidad Nacional Autónoma de México, Academia 22, México, D.F., en el año 1986. Además, estudió el Postgrado en Docencia Superior en la Universidad de Panamá y participó en Cursos de grabado del Museo de Arte Contemporáneo en la Ciudad de Panamá. Se distinguió como catedrático de Expresión en la Facultad de Arquitectura de la Universidad de Panamá, por más de 25 años, donde también fue profesor fundador de la Escuela de Artes Plásticas. Fue autor del libro La Pintura Artística Panameña y coautor del libro El Hábitat Rural de Panamá. Publicó diversos artículos sobre arte, vivienda, planificación y temas que revelan su permanente preocupación por la desigualdad y exclusión social. Impulsó la organización de los pintores panameños.
Inclinado desde niño a la pintura, fue estudiante destacado de los maestros pintores panameños Juan Manuel Cedeño y Guillermo Trujillo. Experimentó diversas técnicas en su quehacer artístico produciendo obras en óleos, acuarelas, acrílicos y cerámica. No consideraba tener un estilo de pintar característico, ya que no le gustaba repetirse, dejándose llevar más bien por la inspiración, por el influjo del momento, prefiriendo imponer su propia personalidad antes que ceñirse a una temática o técnica específica. En sus diferentes técnicas utilizadas, su afán era por la indagación plástica, por la búsqueda de nuevas resoluciones coloristicas dentro de un estilo que lo caracterizaba como uno de los pintores que abordaba el oficio con seriedad y responsabilidad. Para él, la pintura orienta que el artista aprenda a trabajar, investigar, inventar, crear, preparándose para la autoformación, autoeducación y autoevaluación.
Sus obras se ha exhibido en exposiciones individuales y colectivas desde 1975 hasta 2001 en diferentes países en Latinoamérica, y tras su muerte en Panamá y Alemania.
Falleció de leucemia el 21 de septiembre de 2003.